# Gosen wakashū

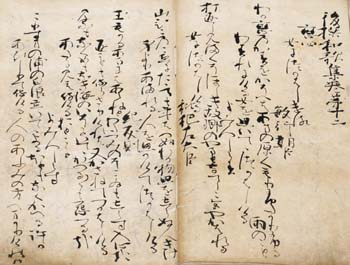
Gosen wakashū, fragment du manuscrit.

Le Gosen wakashū (後撰和歌集, Collection tardive de poèmes japonais), souvent abrégé en Gosenshū (Collection tardive), est une anthologie impériale de poésie japonaise de genre waka compilée en 951 (début de l'époque de Heian), à la demande du 62e tennō Murakami par les cinq membres du Nashitsubo no gonin : Ōnakatomi no Yoshinobu (922-991), Kiyohara no Motosuke (908-990), Minamoto no Shitagō (911-983), Ki no Tokibumi (facit ~950), et Sakanoue no Mochiki (facit ~950). Elle comprend vingt rouleaux contenant 1 426 poèmes.
Son nom Collection tardive vient de ce que l'anthologie est composée de poèmes qui devaient d'abord être inclus dans le Kokin wakashū mais qui finalement n'y furent pas insérés. La plupart de ces poèmes sont de médiocre qualité aussi cette anthologie n'est-elle pas considérée d'un intérêt particulier mais elle est cependant intéressante à cause de la longue introduction en prose des poèmes, telle que rapportée dans les notes de haut et bas de page.